# Pierre Dénys de Montfort
Pierre Dénys de Montfort est un naturaliste (notamment malacologue) français, né à Dunkerque le 17 juin 1766 et mort à Paris en 1820.  Il est connu pour avoir fait paraître sa Conchyliologie systématique, ouvrage marquant une étape importante dans la taxinomie des mollusques univalves ; ainsi que pour avoir enquêté sur les récits sur le kraken et le poulpe colossal, prémisses à la description du calamar géant.

## Biographie

### Jeunesse et formation
Passionné par la nature et les sciences naturelles dès son plus jeune âge, Pierre Dénys de Montfort  - devenu le citoyen Dénys-Montfort avec la révolution Française - a d'abord été militaire : officier, aide de camp et secrétaire du représentant Claude Roberjot en 1795. Après avoir été démobilisé, il travaille auprès du géologue Barthélémy Faujas de Saint-Fond avant d'entrer au Muséum d'histoire naturelle de Paris, où il se fait vite remarquer par ses pairs, notamment du fait de sa maîtrise de plusieurs langues étrangères. Lors de l'expédition du général Bonaparte en Égypte, Dolomieu lui proposa de faire partie de la délégation scientifique, mais Dénys-Montfort préféra travailler auprès de Daubenton en Allemagne. En 1799, il est attaché au cabinet de géologie du Muséum de Paris.                    

### Malacologue
Sonnini de Menoncourt le chargea de rédiger la partie des suites à Buffon  consacrée aux Mollusques. Il fait paraître, de 1808 à 1810, sa Conchyliologie systématique : coquilles univalves, cloisonnées. Cet ouvrage marque une étape importante dans la taxinomie des mollusques univalves. Montfort augmente considérablement le nombre de genres connus et en crée près de 129 nouveaux.
Il est l'un des premiers à s'intéresser aux coquilles extrêmement petites et, même si sa classification supérieure au genre n’a pas été suivie, son rôle est important dans l’essor de la conchyliologie moderne.

### Poulpe colossal

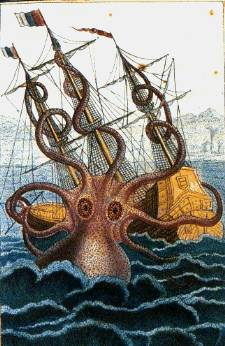
Calmar géant par Pierre Dénys de Montfort.

Au cours de ses recherches, Dénys-Montfort s'intéresse aux témoignages au sujet du kraken et des pieuvres géantes signalées à travers le monde.  En 1802, Pierre Dénys -Montfort a reconnu l'existence de deux types de poulpes géants dans son Histoire naturelle générale et particulière des mollusques, une description encyclopédique des mollusques. Montfort a fait valoir que le premier type, le kraken-pieuvre, a été décrit par les marins norvégiens et baleiniers américains ainsi que les anciens écrivains comme Pline l'Ancien. En effet, un passage de L'Histoire naturelle du Romain Pline l'Ancien (Ier siècle) narre également le cas d'un monstre marin à tentacules attaquant des réserves de poissons en saumure.  La description correspond tout à fait à celle du kraken. Le deuxième type de bien plus grande taille, l'immense poulpe, aurait attaqué un bateau à voile de Saint-Malo, au large de la côte de l'Angola, ainsi que le montre l'illustration ci-contre.
Montfort a osé la plus sensationnelle des revendications. Il a avancé que dix navires de guerre britanniques qui avaient mystérieusement disparu, une nuit en 1782 devaient avoir été attaqués et coulés par une pieuvre géante. Malheureusement pour lui, les Britanniques savaient ce qui était arrivé aux navires, démontant la révélation de Montfort. La carrière de Montfort ne s'en est jamais remise, et Dénys de Montfort fut progressivement considéré par ses pairs comme un extravagant, avant de quitter ses fonctions et de tomber dans la pauvreté. Pour sa défense, il convient de noter que beaucoup de sources décrivant le poulpe-kraken ont probablement décrit le véritable calmar géant, prouvant ainsi son existence en 1857.

### Dernières années
Il s’intéresse également à l’apiculture et fait paraître en 1813 Ruche à trois récoltes annuelles, fortifiée, économique, et son gouvernement, ou Moyen de mettre les abeilles à couvert contre les attaques de leurs ennemis…. Il publie par la suite une brochure énumérant 100 à 150 mots courants dans sept langues différentes, longtemps avant les méthodes d'enseignement pratique. La carrière de Montfort ne s'est jamais remise des controverses liées au Kraken et au poulpe colossal. Il cesse progressivement d'exercer toute position officielle dans l'enseignement et les institutions scientifiques. Jusqu'en 1816 il publie des articles à la bibliothèque physico-économique instructive et amusante, son sort ultérieur, lui, est mal connu. G.P. Deshayes, affirmera avoir vu Dénys de Montfort, vêtu de vêtements rapiécés, travailler pour des marchands parisiens lui donnant des coquilles rares à déterminer contre un peu d'argent. Il est mort de faim, pauvre, à Paris vers 1820 (Sjögren, 1980). Cuvier, dans l'index biographique de son règne animal, écrivit que Pierre Dénys de Montfort est "(...) mort de misère dans une rue à Paris en 1820 ou 1821."

## Liens littéraires
- Le tableau du Calmar géant de Pierre Dénys de Montfort a inspiré Jules Verne dans Vingt mille lieues sous les mers dans le combat du Nautilus contre des calamars géants.
- En 1830, peut-être conscient du travail de Pierre Dénys de Montfort, Alfred Tennyson a publié un célèbre poème intitulé The Kraken (essentiellement un sonnet irrégulier), qui diffuse l'histoire du kraken en anglais. Le poème, dans ses trois dernières lignes, porte également des similitudes avec la légende du Leviathan, un monstre marin, qui doit remonter à la surface à la fin du jour.

## Publications
- Aux citoyens françois, professeurs et administrateurs du Muséum national d'histoire naturelle de Paris. Paris, De l'imprimerie de H. J. Jansen, 1800
- La Vie et les aventures politiques de Nadir-Mirza-Shah, Paris, Jansen 1800
- Histoire naturelle, générale et particulière des mollusques, animaux sans vertèbres et à sang blanc ; addendum à Georges-Louis Leclerc de Buffon, 4 volumes, Paris, 1801–1804
- Conchyliologie systématique, et classification méthodique des coquilles : offrant leurs figures, leur arrangement générique, leurs descriptions caractéristiques, leurs noms ; ainsi que leur synonymie en plusieurs langues ; ouvrage destiné à faciliter l'étude des coquilles, ainsi que leur disposition dans les cabinets d'histoire naturelle. Coquilles univalves, cloisonnées, Tomes premier et second, Paris, Schoell, 1808 et 1810
- Ruche à trois récoltes annuelles, fortifiée, économique : et son gouvernement, ou, moyen de mettre les abeilles à couvert contre les attaques de leurs ennemis, en partageant avec elles chaque année, au printemps, en été et en automne, leur miel et leur cire, sans faire périr une seule mouche ..., Paris, Audibert, 1813